# Bedřich Silva-Tarouca
Bedřich hrabě Silva-Tarouca (německy Friedrich Graf von Silva-Tarouca) (11. prosince 1816 Čechy pod Kosířem – 23. června 1881 Brno) byl český římskokatolický kněz pocházející ze šlechtického rodu usazeného na Moravě, který se věnoval publicistice, sběratelství, konzervátorství, restaurátorství a mecenášství.

## Rodina
Byl pravnukem Emanuela Telese, třetím synem Františka Tarouci a Marie Leopoldiny hraběnky Šternberk-Manderscheidové a vnukem Josefa Šternberka. V roce 1847 se vzdal dědictví ve prospěch svého bratra Augusta Alexandra Silva-Tarouci (1818–1872).

## Studium
V letech 1834-1839 vystudoval filosofii a v letech 1838-1839 teologii na Františkově univerzitě v Olomouci. V letech 1841-1843 pokračoval v teologii v Brně. V letech 1835-1838 studoval malbu v krajinářské škole u profesora Antonína Mánesa na pražské Akademii. Při studiích se seznámil a spřátelil s Josefem Mánesem. Jeho matka Leopoldina rodinu Mánesů již znala, udržovala s nimi přátelské styky.

## Sběratelství
V Brně se stýkal s organizátory českého národního hnutí na Moravě, například s básníkem a sběratelem lidových písní Františkem Sušilem. Přispěl k vytvoření sbírek brněnského muzea, účastnil se české katolické spolkové činnosti. Byl prvním sběratelem, který věnoval do sbírek Moravského muzea početnější soubor uměleckých děl 19. století. Již v roce 1859 daroval muzeu v souvislosti s odchodem do severní Itálie, kde sloužil dobrovolně jako vojenský kaplan v rakouských válečných lazaretech, značnou část své knihovny a sbírky mincí, rytin, starých tisků a uměleckých děl. Aktivně se podílel na aktivitách české a moravské obrozenecké společnosti, byl spoluzakladatelem brněnských vlasteneckých vzdělávacích spolků a Matici moravské odkázal veškeré své sbírky mincí a starožitností a především obsáhlý, na dva a půl tisíce položek zahrnující soubor kreseb a grafických listů nejrůznějších autorů od 16. do 19. století. Z taroucovské sbírky prezentuje Moravská galerie v Brně díla českých tvůrců, mj. Josefa Mánesa, Antonína Mánesa, Václava Mánesa, Josefa Vojtěcha Hellicha, Antonína Chittussiho nebo Josefa Berglera, dále práce rakouských či německých umělců a ukázky jeho vlastních výtvorů.